# Нок
Културата от Нок или просто Нок е култура в Централна Нигерия, която процъфтява през Каменната ера, в периода 900 г. пр.н.е. — 200 г. пр.н.е. Едни от първите по-усъвършенствани скулптури в Субсахарска Африка са дело на Нок.
Не е известно името, с което хората са назовавали себе си, и поради тази причина тя е кръстена на град Нок, където е намерено първото произведение.
Глинените теракотени скулптури имат различна големина — от малки украшения до фигури в естествен размер.
Находките от тази култура са намерени в Нигерия, най-вече на север от мястото, където река Бенуе се влива в р. Нигер, и около склона Йос. Според някои проучвания възможно е да има връзка между културата от Нок и днешния народ йоруба.